# Mùa bão Bắc Ấn Độ Dương 2024
Mùa bão Bắc Ấn Độ Dương 2024 là một sự kiện diễn ra trong chu kỳ hình thành bão nhiệt đới hàng năm. Mùa bão ở Bắc Ấn Độ Dương không có giới hạn chính thức, nhưng các cơ bão có xu hướng hình thành từ tháng 4 đến tháng 12, với hai đỉnh điểm vào tháng 5 và tháng 11. Những ngày này thường phân định thời kỳ mỗi năm khi hầu hết các cơn bão nhiệt đới hình thành ở phía bắc Ấn Độ Dương.
Phạm vi của bài viết này được giới hạn ở Ấn Độ Dương ở Bắc bán cầu, phía đông của Sừng châu Phi và phía tây bán đảo Malay. Có hai vùng biển chính ở Bắc Ấn Độ Dương - Biển Ả Rập ở phía tây tiểu lục địa Ấn Độ, viết tắt ARB của Cục Khí tượng Ấn Độ (IMD); và Vịnh Bengal ở phía đông, viết tắt BOB bởi IMD.

## Danh sách bão

### Áp thấp sâu BOB 05
Những tàn dư yếu của bão Yagi (bão số 3 theo tên ở Việt Nam) bắt đầu di chuyển về phía Bắc Ấn Độ Dương, khiến Cục Khí tượng Ấn Độ (IMD) bắt đầu theo dõi nó như một hoàn lưu xoáy thuận trên Myanmar vào ngày 11 tháng 9. Nhiễu loạn này kết tụ thành một vùng áp suất thấp vào ngày hôm sau, tiếp tục phát triển thành một áp suất thấp rõ rệt chỉ sau vài giờ. Ngay sau đó, nó mạnh lên thành một áp thấp nhiệt đới và tiếp tục mạnh lên thành một vùng áp thấp sâu trên Bangladesh và Tây Bengal vào ngày hôm sau.
Lũ lụt từ hệ thống này đã làm bảy người chết do sập nhà và lở đất ở Bangladesh, tất cả đều xảy ra ở huyện Cox's Bazar. Ở huyện này, lượng mưa 378 mm (14,9 in) đã được ghi nhận trong khoảng thời gian 12 giờ từ ngày 11 đến ngày 12 tháng 9. Ở Ấn Độ, mưa lớn trút xuống Kolkata và Tây Bengal, gây ra lũ lụt.

## Tên bão
| - Remal - Asna - Dana (chưa sử dụng) - Fengal (chưa sử dụng) | - Shakhti (chưa sử dụng) - Montha (chưa sử dụng) - Senyar (chưa sử dụng) - Ditwah (chưa sử dụng) |